# Dominika Sell
Dominika Sell (ur. 1 stycznia 1983 w Warszawie) – polska aktorka telewizyjna i dubbingowa.

## Polski dubbing
- 1993 – Pan niania, jako Kate Mason (reż. dubb. Ewa Złotowska)
- 1994 – Aryskotraci, jako Marie (reż. dubb. Miriam Aleksandrowicz)
- 1995 – Niekończąca się opowieść III: Ucieczka z krainy Fantazji, jako Nicole Baxter (reż. dubb. Miriam Aleksandrowicz)
- 1995 – Wiedźmy (reż. dubb. Ewa Złotowska)
- 1995 – Kacper, jako Kathleen „Kat” Harvey (reż. dubb. Miriam Aleksandrowicz)
- 1996 – Parker Lewis nigdy nie przegrywa, jako Shelly Lewis (reż. dubb. Miriam Aleksandrowicz)
- 1996 – Księżniczka łabędzi, jako mała Odetta (reż. dubb. Miriam Aleksandrowicz)
- 2004–2008 – Drake i Josh, (reż. dubb. Artur Kaczmarski i Elżbieta Kopocińska)
- 2008 – Barbie w Wigilijnej Opowieści, jako młoda Eden Starling (reż. dubb. Agnieszka Farkowska)
- 2008–2010 – Awatar: Legenda Aanga, jako Ty Lee (księga III, odc. 5) (reż. dubb. Paweł Galia)
- 2008 – Wyspa dinozaura 2, jako Babu (reż. dubb. Agnieszka Zwolińska)
- 2008 – Barbie Mariposa, jako Zinzi (reż. dubb. Agnieszka Zwolińska)
- 2008 – Hej Arnold!, jako Fela (reż. dubb. Anna Apostolakis)
- 2008 – Pokémon: Diament i Perła, jako Paige (reż. dubb. Agnieszka Zwolińska)
- 2009 – My Little Pony: Gwiazdka spełnionych życzeń, jako Scootaloo (reż. dubb. Joanna Węgrzynowska)
- 2009 – Dragon Age: Początek, jako Leliana (reż. dubb. Maciej Kowalski)
- 2009 – Hotel dla psów, (reż. dubb. Elżbieta Kopocińska)
- 2010 – Bystre Oko, jako Wojtek (reż. dubb. Marek Klimczuk)
- 2010 – Astro Boy, (reż. dubb. Miriam Aleksandrowicz)
- 2010 – Marta mówi, (reż. dubb. Elżbieta Kopocińska)
- 2010 – Mass Effect 2, jako Hallia (reż. dubb. Maciej Kowalski)
- 2010 – True Jackson, jako Lulu (reż. Andrzej Chudy)
- 2010 – Pound Puppies: Psia paczka, jako Strudel  (reż. dubb. Miriam Aleksandrowicz i Joanna Węgrzynowska)
- 2011 – Liceum Avalon, jako Jen (reż. dubb. Artur Kaczmarski)
- 2011 – My Little Pony: Przyjaźń to magia, jako Pinkie Pie (tylko wydanie VCD)
- 2011 – Nadzdolni, jako Paisley (reż. dubb. Artur Kaczmarski)
- 2012 – Mia i ja, jako Yuko (reż. dubb. Leszek Zduń)
- 2013 – Pokémon: Seria XY, jako Serena (reż. dubb. Adam Łonicki)
- 2014 – Kod Lyoko: Ewolucja, jako Laura (reż. dubb. Marek Klimczuk)
- 2016 – Soy Luna, jako Jimena Medina (reż. dubb. Joanna Węgrzynowska)
- 2017 – Pokémon: Seria XYZ jako Serena (reż. dubb. Joanna Węgrzynowska)
- 2017 – Jestem Franky, jako Franky Andrade  (reż. dubb. Andrzej Chudy, Jacek Kopczyński, Agata Gawrońska-Bauman, Elżbieta Jędrzejewska)
- 2017 – Odlotowe wyścigi, jako Penelopa Samwdzięk (reż. dubb. Jerzy Dominik)
- 2017 – Big Mouth, jako pani Benitez / różne role (reż. dubb. Jan Aleksandrowicz-Krasko)
- 2019 – Zagadki rodziny Hunterów jako – Jasmyn
- 2019 – Go! Żyj po swojemu jako – Mia Caceres

## Filmografia
- 2003–2007 – Na Wspólnej, jako koleżanka z klasy
- 2005 – Na dobre i na złe, jako opiekunka Hani Zybert / studentka
- 2007 – Faceci do wzięcia, jako Jola
- 2008–2010: Klan, jako uczennica liceum społecznego, do którego miała uczęszczać Olka Lubicz / instruktorka w fitness club

## Inne występy
- 2014 – Pół wieku człowieku – udział w teledysku do piosenki Krzysztofa Krawczyka i Ras Luty